# Polders op Breskenszand
De Polders op Breskenszand vormt een complex van polders dat is ontstaan op een schorrengebied ten noorden van de Groesche polders. Het dorp Breskens werd hier gesticht.
Dit schorrengebied in de Westerschelde, Breskenszand genaamd, ontstond in de 15e eeuw. De naam Breskens of Breskin refeert aan een mogelijk eertijds verdwenen dorp, waarvan echter geen sporen zijn teruggevonden.
In 1487 werd octrooi voor indijking verleend aan Filips van Kleef. De Vlaamse Opstand tegen Maximiliaan, waarbij Filips de kant van de opstandelingen koos, leidde ertoe dat de werkzaamheden geen doorgang vonden. Een nieuw octrooi aan Filips werd verleend in 1510. Aldus ontstonden de Oud-Breskenspolder in 1510, en de Jong-Breskenspolder in 1527. In 1517 werd het dorp Breskens gesticht en Filips van Kleef werd Heer van Breskens. Naast beide polders werden nog een aantal kleinere bedijkingen uitgevoerd maar, daar de polders up de wilde ende openbare zee lagen, verdwenen deze polders, evenals een groot deel van de Jong-Breskenspolder, uiteindelijk weer in de golven.
In 1583 werd dit gebied geïnundeerd, doch reeds in 1595 verzocht de Hertog van Kleef, Heer van Breskens, om de heerlijkheid van Breskenszand weder in state te mogen brengen...dat de landzaten aldaar vrijelijk wonen en hun nering doen mochten. De Staten-Generaal wezen dit verzoek af in aanziening des tijds en dat de vijand hem aldaar zocht te prevaleren tegen deze landen.
Nicolaas Cauwe, rekenmeester van Zeeland, verkreeg het gebied in pacht van de Hertog van Kleef. Deze diende opnieuw een octrooi tot herdijking in van de heerlijkheid van Breskenszand, met alle preëminentiën van dien, aangezien de landen van Breskens, door 't verloop van den oorloghe nu omtrent 26 jaren woest en onbewoond en van de zee ingenomen, waardoor de dijken weggeloopen en gebroken en drie groote zeegaten zijn ingevloeid en nog dagelijks meer en meer de zeegaten dieper worden en de dijken wegloopen en afnemen alles tot groote schade en nadeele van Z. Doorluchtigheid.
Het octrooi werd, daar het Twaalfjarig Bestand was ingegaan, verleend, waarop de polders werden herdijkt. De stormvloed van 26 januari 1682 zou echter veel van het werk weer ongedaan maken.